# Nikima Jagudajev
Nikima Jagudajev (* 1990 in den Vereinigten Staaten) ist eine in Brüssel lebende Tänzerin, Choreografin und Performancekünstlerin, deren Arbeiten Tanz, soziale Interaktion und Ausstellungsräume einbeziehen. Bekanntheit erlangte das seit 2020 laufende Langzeitprojekt Basically, das als „choreografiertes Spiel“ die Besucher sichtbar und unsichtbar in eine sich verändernde Umgebung einbindet.

## Leben
Jagudajev wurde 1990 als Kind einer österreichischen Mutter und eines usbekischen Vaters in den USA geboren. Sie studierte Anthropologie in Portland und lebte anschließend acht Jahre in New York, bevor sie nach Brüssel zog, wo sie heute lebt und arbeitet. Tanzen war bereits während des Studiums eine Konstante. Die Auseinandersetzung mit den „konstruierten Situationen“ von Tino Sehgal in New York trug dazu bei, die eigene choreografische Praxis im Kontext der bildenden Kunst zu verorten. Neben dem Lebensmittelpunkt Brüssel arbeitet sie projektbezogen auch in Brooklyn, New York.

## Wirken
Jagudajevs Arbeiten entstehen kollaborativ als „World-Building“-Settings, in denen durch Regeln, Scores und spielartige Strukturen unerwartete Begegnungen möglich werden und soziale Beziehungen als räumliche Beziehungen erfahrbar sind. Ein zentrales Konzept ist „Re-schooling“: spielerische, innerhalb von Institutionen auftauchende Praktiken – wie Notizenweitergeben, Flirten oder selbstorganisiertes Spielen – werden als subversive, vorfigurative Handlungen produktiv gemacht, um Ausstellungsräume in hybride Produktions-, Aufenthalts- und Erprobungsorte zu verwandeln.
Das 2020 begonnene Projekt Basically nutzt den Ausstellungsraum als „Spielplatz“ und Produktionsumgebung, in der eine Gruppe von Performenden anhand eines festen Regelwerks agiert, während Besucher in sichtbarer oder unsichtbarer Weise Teil der sich fortschreibenden Situation werden. In den Installationen finden sich wiederkehrende Elemente wie ein Plattenspieler, eine Sofa-Insel, ein Tisch mit Nähmaschine, Spinde im Stil amerikanischer Schulen und ein Samowar mit Kräutertee, die ein beiläufiges, zugleich regelbasiertes Miteinander rahmen. Ein eigens entwickeltes Kartenset namens Powder schlägt Handlungen vor und wird von befreundeten Künstlerinnen und Künstlern grafisch und inhaltlich mitgestaltet; die Karten geben rätselhafte Aufgaben vor, deren Ausführung den Beteiligten überlassen bleibt. Basically wurde seit 2020 in unterschiedlichen Ausprägungen u. a. in Bergen, Zürich, Brüssel, Wien sowie Helsinki gezeigt und war 2025 zuletzt im Westfälischen Kunstverein in Münster zu sehen. Für die mumok-Ausgabe 2024 wurde das Projekt als „Live Exhibition“ über zwei Monate verwirklicht. Jagudajev arbeitet an der filmischen Weiterentwicklung von Basically als „spielbare Dokumentation“, die sechs häufig mitwirkende Performerinnen in den Mittelpunkt stellen und persönliche Erfahrungen – etwa zum Teenager-Sein – einbeziehen soll.
In Interviews und begleitenden Gesprächen wird Basically als wachsendes Universum beschrieben, das sich zwischen Arbeit sowie Spiel, Regel und Emergenz, Bühne und Alltagssozialität „aufspannt“. Frühere Arbeiten und Kollaborationen umfassten u. a. Präsentationen in der Judson Memorial Church in New York sowie Beiträge zu Asad Razas Projekt Root Sequence. Mother Tongue im Whitney Museum, in dem Jagudajev dramaturgisch und performativ mitwirkte.
Jagudajevs Werk ist in der Sammlung des mumok – Museum moderner Kunst Stiftung Ludwig Wien vertreten, und Solo-Präsentationen fanden u. a. im mumok (2024), bei Accelerator in Stockholm (2024), WIELS in Brüssel (2023), Shedhalle Zürich (2022) und in der Bergen Kunsthall (2021) statt. Weitere Ausstellungs- und Festivalbeteiligungen umfassen Kiasma Theater in Helsinki (2025), MoMA PS1 in New York (2018), Centre d’Art Contemporain Genève (2019), The Whitney Museum of American Art (2017) und Rockbund Art Museum in Shanghai (2017) sowie Auftritte in Kontexten wie „Beyond the Black Box“ (Amsterdam), „Dansand!“ (Ostende), „kunstenfestivaldesarts“ (Brüssel), „Material Art Fair – Immaterial“ (Mexiko-Stadt) und 89+ @ LUMA/Westbau (Zürich). 2023 entwickelte Jagudajev in Kooperation mit WIELS Brüssel und der 5th Dhaka Art Summit eine neue Arbeit, die Basically erweiterte und historische wie zeitgenössische Referenzen – vom I Ching bis zu Zoom-Mediationen – choreografisch in den Stadtraum und die Institutionen hinein öffnete.